# Pseudophilautus variabilis
Philautus variabilis es una especie extinta de ranas que habitaba en Sri Lanka.  